# Cat Cafe Manager
Cat Cafe Manager is een bedrijfssimulatiespel waarin spelers een kattencafé beheren. Het spel werd ontwikkeld door het Nederlandse Roost Games en uitgegeven door Freedom Games. Het spel is op 14 april 2022 uitgebracht voor pc via Steam en Nintendo Switch.

## Spelverloop
Spelers nemen de rol aan van een personage dat het vervallen kattencafé van hun grootmoeder in het dorp Caterwaul Way erft. Het doel is het café te renoveren, zwerfkatten op te vangen en personeel aan te nemen, terwijl de tevredenheid van de klanten gewaarborgd blijft. Zwerfkatten worden aangetrokken door middel van lokmiddelen, waarbij elke kat unieke eigenschappen heeft die de klanttevredenheid beïnvloeden.
De gameplay combineert het beheren van een café met de zorg voor katten. Spelers nemen bestellingen op, bereiden gerechten en drankjes, richten het café in en verzorgen de katten. Klanten hebben specifieke wensen en betalen met verschillende middelen, zoals nectar, linnen en juwelen. Deze middelen kunnen worden ingezet om het café uit te breiden en nieuwe recepten en meubels aan te schaffen. Het café kan volledig worden aangepast met meubels en decoraties.

## Ontwikkeling
Cat Cafe Manager is het eerste spel van Roost Games, een studio die begin 2020 werd opgericht door drie voormalige medewerkers van Abbey Games: Carmen van Sleeuwen, Rutger Harder en Rick Sorgdrager. De oprichting vond plaats naar aanleiding van de aankondiging van Abbey Games om eind 2019 in te krimpen. Tijdens de ontwikkeling van het spel bestond het team van Roost Games uit vier personen, waarvan drie verantwoordelijk waren voor de ontwikkeling en één zich richtte op zakelijke taken.
De inspiratie voor het spel kwam van Rick Sorgdrager, die tijdens een reis naar Kyoto in 2013 een kattencafé bezocht. Het idee voor het spel kreeg verder vorm tijdens een brainstormsessie in januari 2020. Vanaf dat moment begon Roost Games met de ontwikkeling van het spel.
De ontwikkelaars putte inspiratie uit Stardew Valley voor de sfeer en relaties, Harvest Moon en Factorio voor de managementaspecten en Pokémon voor de katten met unieke eigenschappen. De grafische stijl en sfeer zijn beïnvloed door de films van Studio Ghibli. Hoewel het team eerder betrokken was bij de strategische managementspellen van Abbey Games zoals Renowned Explorers en Reus, streefden ze met Cat Cafe Manager naar een minder complexe en meer creatieve spelervaring. Roost Games wilde met het spel een ontspannende en stressvrije ervaring bieden.

## Ontvangst
Cat Cafe Manager ontving gemengde beoordelingen van critici. Critici prezen de ontspannen sfeer, de kleurrijke visuele stijl, de muziek en de toegankelijkheid voor nieuwkomers in het genre. Ook werden de schattige katten, de vrijheid om het café in te richten en de diversiteit in personages gewaardeerd. Veel recensenten vonden het spel verslavend en plezierig.
Tegelijkertijd werden er diverse kritiekpunten geuit. Het spel kent weinig gevolgen voor slechte prestaties en mist een reputatiesysteem, waardoor klanttevredenheid geen invloed heeft. De balans tussen klantgroepen werd als onevenwichtig ervaren, en sommige recensenten vonden de gameplay repetitief of beperkend. Technische problemen, zoals bugs in de bouwmodus en een gebrekkige gebruikersinterface, werden ook gemeld. Daarnaast kreeg het verhaal kritiek vanwege een gebrek aan diepgang en werd het gebruik van scheldwoorden door klanten als ongepast ervaren.

## Vervolg
Roost Games heeft een Kickstarter-campagne gestart om de ontwikkeling van een vervolg te realiseren met een groter team. Het succes van de campagne kan bijdragen aan de levensvatbaarheid van het project en mogelijk aanvullende financieringsopties, zoals subsidies of publicatiedeals, toegankelijker maken. Het vervolg, genaamd Cat Cafe Manager 2: Big City Bliss, staat gepland voor een Early Access-release op Steam in midden 2026, gevolgd door een volledige release op Steam en Nintendo Switch een jaar later.